# St. Johann Baptist (Ungerhausen)

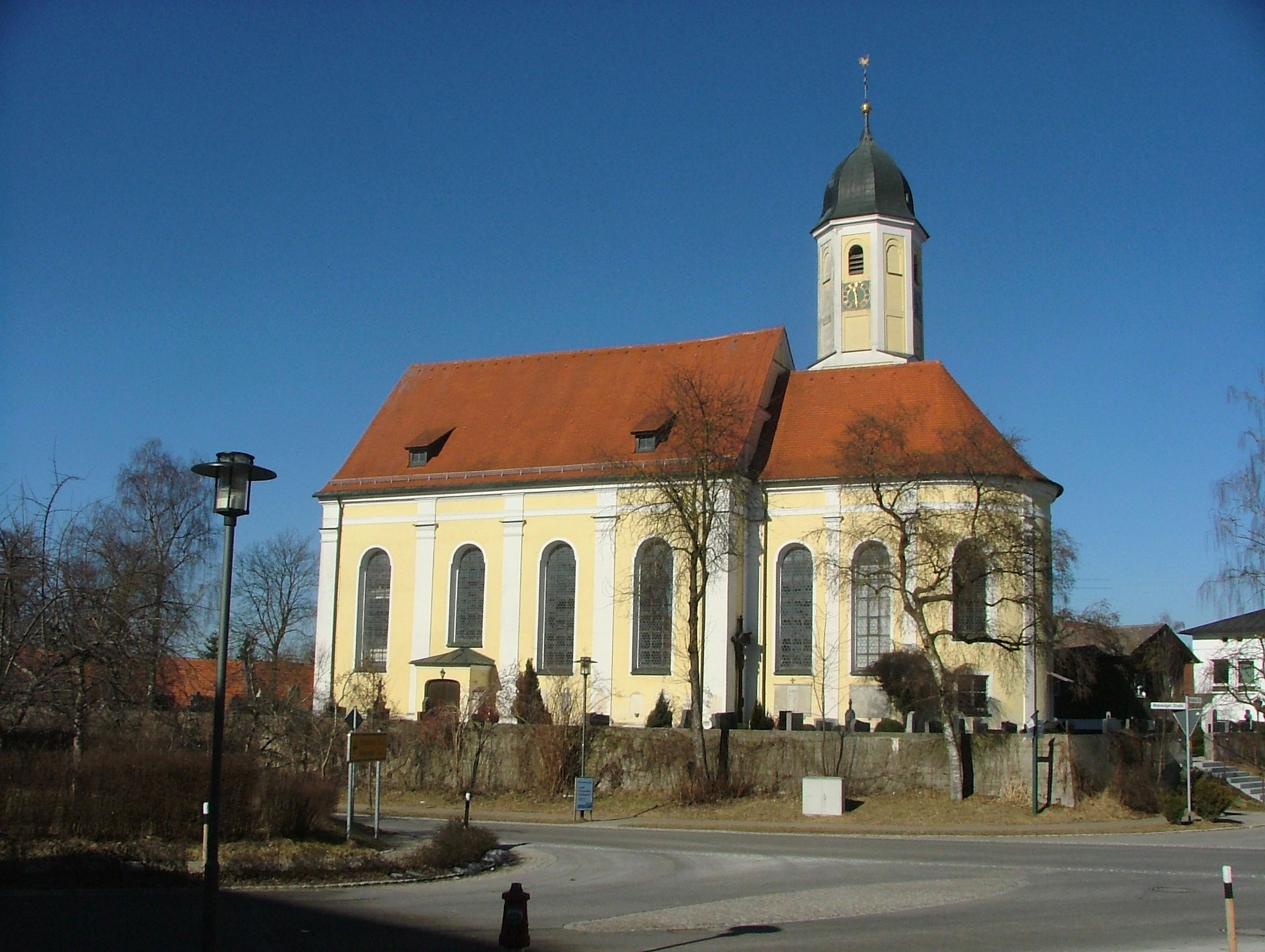
Kirche St. Johann Baptist in Ungerhausen

Die katholische Pfarrkirche St. Johann Baptist befindet sich in Ungerhausen im Landkreis Unterallgäu in Bayern. Die Kirche steht unter Denkmalschutz.

## Geschichte
Der Vorgängerbau an der Stelle der heutigen Kirche wurde 1733 mit Ausnahme des spätmittelalterlichen Kirchturmes abgerissen. Der Neubau der Kirche wurde 1734 begonnen und 1738 geweiht. Die Kirche wurde nach Plänen von Simpert Kraemer erbaut. In den Jahren 1955 bis 1957 fand eine Restauration der Kirche statt.

## Baubeschreibung
Die Kirche ist ein verputzter Bau mit vier Fensterachsen im Langhaus. Das Langhaus verfügt über ein Spiegelgewölbe über Pilastern auf Vorlagen mit umlaufendem Gebälk. Der quadratische Chor mit zwei Fensterachsen ist eingezogen und gerade abgeschlossen, die Ecken im Osten sind abgerundet. Er trägt ein Muldengewölbe. Ein zweigeschossiger, halbrund geschlossener Anbau östlich des Chores mit der Sakristei im Untergeschoss und einem flachgedeckten Nebenraum im Obergeschoss besitzt hohe rundbogige Fenster. Der Kirchturm mit rechteckigem Unterbau im nördlichen Chorwinkel besteht aus fünf durch Kielbogenfriese geteilten Geschossen. Das oberste Geschoss hat gekoppelte Klangarkaden. Der oktogonale Oberbau ist mit Ecklisenen versehen. Der Kirchturm trägt eine blechbeschlagene Haube. An der südlichen Außenseite befinden sich Epitaphinschriften aus den Jahren 1782, 1826 und 1849 auf Solnhofener Platten und eine Gedenktafel für die Gefallenen der Jahre 1805/15.

## Ausstattung
Der Hochaltar besteht aus einem marmorierten Holzaufbau mit vergoldetem Dekor und wurde um das Jahr 1738 geschaffen. Im Hochaltar befindet sich ein von Voluten flankierter Drehnischentabernakel mit dem Lamm Gottes darüber. Aus der ersten Hälfte des 16. Jahrhunderts stammt der Kruzifixus, der das Altarbild ersetzt hat. In den Zwischenräumen der gestaffelten Freisäulen seitlich des Hochaltars befinden sich lebensgroße gefasste Holzfiguren der beiden Johannes, die Anton Sturm zugeschrieben werden. Das Auszugsbild mit einer Allegorie der Kirche stammt vermutlich von Franz Anton Erler.
Die Seitenaltäre sind wie der Hochaltar marmorierte Holzaufbauten. Vor dem linken Altar befindet sich eine gefasste Holzfigur einer sitzenden Muttergottes aus dem 16. Jahrhundert. Die linke Altarblatt zeigt den heiligen Antonius von Padua, das rechte ist modern gestaltet. Beide Seitenaltäre umgeben gestaffelte Freisäulen. Auf den Konsolen befinden sich links gefasste Holzfiguren des heiligen Leonhard und des heiligen Sebastian. Rechts sind der heilige Rochus und der heilige Magnus dargestellt. Beide Auszugsbilder sind in der Art Franz Anton Erlers gestaltet. Das linke Auszugsbild zeigt den heiligen Georg und das rechte einen ritterlichen Heiligen.
Das Taufbecken aus marmoriertem Holz stammt wie der Hochaltar aus der Zeit um das Jahr 1738. Der Deckel trägt die Figurengruppe der Taufe Christi. Die Kanzel aus dem 18. Jahrhundert stammt von der profanierten Pfarrkirche in Ottobeuren und ist ebenfalls ein marmorierter Holzaufbau mit vergoldetem Dekor. Der dreiseitige Korb ist durch Voluten gegliedert und enthält Symbole der vier Evangelisten. Den Schalldeckel krönt ein posauneblasender Engel.
In der Kirche sind mehrere gefasste Holzfiguren angebracht. Aus der zweiten Hälfte des 15. Jahrhunderts stammt die Figur der stehenden Muttergottes, aus dem frühen 17. Jahrhundert die Johannesschüssel mit Reliquieneinsatz. Aus dem 18. Jahrhundert stammen zwei kleine weibliche Heiligendarstellungen und die Figur des heiligen Joseph. Um 1760/70 wurden die Figuren von Christus, Maria und der zwölf Apostel geschaffen, die ebenfalls aus der profanierten Pfarrkirche in Ottobeuren stammen.
Die Deckengemälde schuf 1734 Franz Anton Erler. Im Chor ist Christus unter den Schriftgelehrten als Scheinarchitektur dargestellt. In der Kuppelöffnung erscheint Gottvater. Im Chorbogen ist in zwei Feldern die Verkündigung Mariens zu sehen. Die Decke des Langhauses enthält in mehreren Feldern die Predigt Johannes des Täufers, seine Geburt, Heimsuchung, seine Enthauptung und die Taufe Christi.
Aus der Erbauungszeit der Kirche um 1738 stammen das Laiengestühl aus Eichenholz, der Beichtstuhl aus Nussbaum an der Chorsüdwand und die Kommunionbankbrüstung aus marmoriertem Holz, die mit schmiedeeisernen Gittern und vergoldetem Blattwerk versehen ist. Aus dem 18. Jahrhundert stammen drei einsitzige Chorstühle aus marmoriertem Holz.